# 孟玉珍
孟玉珍（1973年—），内蒙古鄂伦春旗人，鄂伦春族，中华人民共和国政治人物、第十一届全国人民代表大会内蒙古地区代表。
毕业于中国青年政治学院思想政治教育专业。加入中共，担任鄂伦春自治旗古里乡乡长。2008年起担任全国人大代表。